# Спортивная гимнастика на летних Олимпийских играх 1904 — булавы
Мужское выступление с атлетическими булавами в рамках программы спортивной гимнастики, проходило на летних Олимпийских играх 1904 года в Сент-Луисе (США).
Мероприятие состоялось на стадионе «Фрэнсис Филд», который является частью кампуса Вашингтонского университета в Сент-Луисе (Francis Field dellaе. Washington University di Saint Louis.).
Каждому участнику предоставлялось пять минут для выполнения упражнений двумя булавами массой около 1,5 кг (три фунта). В жюри входили трое судей, каждый из которых мог поставить оценку до пяти баллов. 
Это соревнование было единственным в истории Олимпийских игр, посвящённым атлетическим булавам. Позже, в 1932 году на Олимпиаде в Лос-Анджелесе , проходили соревнования по мужским индийским булавам «Indian clubs», которые имеют сходство с атлетическими булавами.
Отборочных раундов не проводилось — гимнасты соревновались напрямую за медали.
Точное количество участников неизвестно, однако известно, что на пьедестал поднялись три спортсмена, все представлявшие США.
Соревнование прошло в пятницу, 28 октября 1904 года.

## Призёры
| Золото            | Серебро        | Бронза           |
| Эдвард Хенниг США | Эмиль Войт США | Ральф Уилсон США |

## Соревнование
| Место | Спортсмен           | Результат |
| ----- | ------------------- | --------- |
| 1     | Эдвард Хенниг (USA) | 13        |
| 2     | Эмиль Войт (USA)    | 9         |
| 3     | Ральф Уилсон (USA)  | 5         |